# Ride Me
Pour plus de détails, voir Fiche technique et Distribution.
Ride me  est un film américain réalisé par Bashar Shbib, sorti en 1994. 

## Synopsis
Randy Lafleur, un détective privé, cherche à reconstituer les événements qui ont conduit à un deux morts. Au milieu de cette enquête, Francesca cherche à se venger de son petit ami Jonathan qui ne l'a pas demandée en mariage lors de leur premier anniversaire annuel de vie de couple. Elle organise une fête de départ peuplée d'hommes insolites qui lui tournent autour. 

## Fiche technique
- Titre : Ride me
- Réalisation : Bashar Shbib
- Scénario : David Cohen, Bashar Shbib
- Production : Bashar Shbib, David Cohen, Richard Goudreau, Étienne Duval
- Photographie : Marc Andre Berthiaume
- Montage : Meiyen Chan, Florence Moureaux
- Musique : Jean Francois Fabiano
- Pays d'origine : États-Unis
- Langue : anglais
- Durée : 80 min
- Date de sortie : 1994[1]

## Distribution
- Bianca Rossini (VQ : Anne Bédard) : Francesca Garcia
- Roy Garcia (VQ : Gilbert Lachance) : Jonathan Neiser
- Colleen Coffey (VQ : Linda Roy) : Tracey McDermot
- Clark Gregg (VQ : Jean-Luc Montminy) : Jake Shank
- Adam Coleman Howard (VQ : Daniel Picard) : Adolpho Frenzy
- David Cohen (VQ : Hubert Gagnon) : Joel Jacobson J.J.
- Christina Beck (VQ : Geneviève De Rocray) : Chrissie Mancuso
- Frederick Duval (VQ : Sébastien Dhavernas) : Randy 'Frenchie' Lafleur
- Robyn Rosenfeld (VQ : Chantal Baril) : Paula Neiser
- Ivan E. Roth (VQ : Antoine Durand) : Eric Stone

 Source et légende : version québécoise (VQ) sur Doublage.qc.ca

## Production
Ride me a été tourné à Clark County, à Los Angeles, et à Paris.